# Ted Robert Gurr
Ted Robert Gurr est un auteur et politologue américain né à Spokane le 21 février 1936 et mort le 25 novembre 2017 à Las Vegas. Spécialiste de l'analyse des conflits sociaux et politiques et de l'instabilité sociale d'une manière générale, il est célèbre pour avoir écrit l'ouvrage Why Men Rebel, publié en 1970. Dans ce dernier, il démontre que les facteurs socio-psychologiques (frustration relative) et l'idéologie sont les racines de la violence politique. Il était également professeur émérite à l'Université du Maryland où il suivait des travaux de sociologie.

## Biographie
Avant de rejoindre l'Université du Maryland en 1989, Gurr a tenu des postes académiques à l'Université de Princeton de 1965 à 1969, à l'Université Northwestern de 1970 à 1983 (où était Payson S. Wild Professor et détenait la chaire de science politique de 1977 à 1980) et à l'Université du Colorado à Boulder de 1984 à 1988.
En 1968, Gurr a demandé à rejoindre l'équipe de la Commission nationale sur les causes et la prévention de la violence (en), créée par le président américain Lyndon B. Johnson après les assassinats de Martin Luther King Jr. et de Robert F. Kennedy. Aux côtés de l'historien Hugh Davis Graham, il rédige le rapport "Violence en Amérique : Perspectives Historiques et Comparatives", publié en 1969, qui est largement relayé et publié sous différentes éditions, dont la dernière sort 20 ans plus tard (intitulé "Violence in America" et divisé en "The History of Crime" et "Protest, Rebellion, Reform").
L'étude des données polity, initiée par Gurr à la fin des années 1960, établit les traits démocratiques et autocratiques des régimes du monde entier de 1800 à nos jours. Le projet est désormais dirigé par le docteur Monty G. Marshall du Center for Systemic Peace, l'un des douze doctorants dont Gurr a supervisé la thèse. Les données polity sont largement utilisées par les chercheurs et les agences gouvernementales pour surveiller la démocratisation et l'accès à la stabilité dans les régimes contemporains.
Le projet Minorities at Risk (en) (MAR), commencé en 1985, établit les statuts politiques et les activités de plus de 300 minorités ethniques et religieuses tout autour du globe. Ce projet, dont les travaux sont actuellement assurés par une équipe de recherche au Center for International Development and Conflict Management (CIDCM) rattaché à l'Université du Maryland, fournit des données pour ses analyses personnelles qui sont également rendues publiques afin d'analyser les causes et la gestion des manifestations ethnopolitiques et des rébellions. Ted Gurr a publié à cette occasion plusieurs ouvrages scientifiques, dont Peoples versus States: Minorities at Risk in the New Century (2000) et Ethnic Conflict in World Politics, co-écrit avec Barbara Harff (en).
En 1994-1995, Gurr a aidé à construire la State Failure Task Force (aujourd'hui dénommée Political Instability Task Force (en)) en réponse à la demande du bureau du vice-président américain Al Gore, qui permet de fournir des estimations globales des risques liés aux conflits intraétatiques à venir. Par la suite, il est devenu conseiller scientifique sénior auprès des forces d'intervention américaines sous George W. Bush, puis sous Barack Obama.
Ted Gurr était membre d'un réseau d'universitaires inquiets des risques et pour la prévention du génocide depuis 2001, et a participé au Forum international de Stockholm sur la prévention du génocide, une conférence internationale organisée par le ministre des Affaires étrangères suédois. En 2002, il est récompensé d'un doctorat honoris causa de la part de l'Université de Sofia, en Bulgarie. En 2004-2005, il organise un séminaire sur les racines économiques du terrorisme pour le Sommet international sur la démocratie, le terrorisme et la sécurité organisé par le Club de Madrid (en) à la demande du ministère espagnol des Affaires étrangères pour commémorer les attaques terroristes survenues un an plus tôt.
Parmi les derniers projets de Gurr, on retrouve des estimations des risques de génocides et de politicides, aux côtés de Barbara Hraff, et une étude comparative des "alliances malsaines" entre les terroristes et les réseaux criminels internationaux, aux côtés de Lyubov Mincheva de l'Université de Sofia. En 2012, Gurr a accepté de tenir un cours à l'Université du Nevada à Las Vegas.

## Travaux
Ted Gurr a écrit ou édité plus d'une vingtaine de livres et de monographies. Parmi ses derniers travaux, on retrouve Peace and Conflict (en) (2008), co-écrit avec J. Joseph Hewitt et Jonathan Wilkenfeld (en) de l'Université du Maryland. Avec Monty G. Marshall, il a mis en place des rapports biennaux en 2001 afin de fournir aux universitaires, aux analystes et aux journalistes des informations actuelles sur les tendances globales de conflits et les risques d'instabilité à venir. Les premières éditions documentent le déclin global des guerres civiles dans les années 1990 et l'augmentation du recours à la négociation pour résoudre des conflits civils ou ethniques.
Son dernier ouvrage académique est Crime-Terror Alliances and the State (2013), co-écrit avec Lyubov Mincheva. Il a également co-écrit deux livres de généalogie et d'histoire sociale, Coming of Age in the West 1883-1906 et A Gurr Family Odyssey avec Paul Magel.
Gurr a obtenu une Bourse Guggenheim de 1972 à 1973, une Bourse Fulbright (Australie) de 1981 à 1982 et une bourse de l'Institut des États-Unis pour la paix de 1988 à 1989. En 1993-1994, il a présidé l'International Studies Association (en), un corps international de plus de 3000 universitaires et politiciens. En 1996-1997, il est invité par le gouvernement suédois dans la chaire Olof Palme de l'Université d'Uppsala.

## Publications
- (en) Hugh Davis Graham, Ted Robert Gurr, Violence in America : Historical and Comparative Perspectives, A Staff Report to the National Commission on the Causes and Prevention of Violence, New York, F. A. Praeger, 1969, 874 p. (lire en ligne)
- (en) Ted Robert Gurr, Why Men Rebel, Princeton, New Jersey (États-Unis), Princeton University Press, 1970, 448 p. (Service bibliothécaire national 691-07528-X, lire en ligne)
- (en) Ted Robert Gurr, Politimetrics : An Introduction to Quantitative Macropolitics, Prentice-Hall, 1972, 214 p. (ISBN 9780136855866, lire en ligne)
- (en) Ted Robert Gurr, Rogues, Rebels and Reformers : A Political History of Urban Crime and Conflict, Beverly Hills, Californie, Sage, 1976, 216 p. (ISBN 0-8039-0681-1, lire en ligne)
- (en) Ted Robert Gurr, Peter N. Grabosky, Richard C. Hula, The Politics of Crime and Conflict : A Comparative History of Four Cities, Beverly Hills, Londres, Sage, 1977, 816 p. (ISBN 0-8039-0677-3, lire en ligne)
- (en) Ted Robert Gurr, Desmond S. King, The State and the City, Macmillan, 1987, 242 p. (ISBN 9780333406076, lire en ligne)
- (en) Ted Robert Gurr, Minorities at Risk : A Global View of Ethnopolitical Conflicts, Washington D. C., United States Institute of Peace, 1993, 452 p. (ISBN 1-878379-25-9, lire en ligne)
- (en) John L. Davies, Ted Robert Gurr, Preventive measures : Building risk assessment and crisis early warning systems, New York, Oxford, Rowman & Littlefield Publishers Inc., 1998, 308 p. (ISBN 0-8476-8873-9, lire en ligne)
- (en) Ted Robert Gurr, Peoples Versus States : Minorities at Risk in the New Century, Washington D. C., United States Institute of Peace, 2000, 399 p. (ISBN 9781929223022, lire en ligne)
- (en) Ted Robert Gurr, Hugh Davis Graham, Peace and Conflict 2008, New York, Routledge, 2008, 144 p. (ISBN 9781003076186, lire en ligne)